# Ulsan
Ulsan (Tiếng Hàn: 울산, Hanja: 蔚山, Hán-Việt: Uất Sơn) hay tên chính thức là Thành phố Đô thị Ulsan (Tiếng Hàn: 울산광역시, Hanja: 蔚山廣域市) là một thành phố nằm ở phía đông nam Hàn Quốc, giáp mặt với biển Nhật Bản, tiếp giáp Busan ở phía nam và Gyeongju ở phía bắc. Đây là thành phố lớn thứ bảy của Hàn Quốc với dân số hơn 1,1 triệu người.
Thành phố này có một trong những khu vực sản xuất công nghiệp lớn nhất ở Hàn Quốc được gọi là Khu công nghiệp Ulsan. Ulsan có nhà máy lắp ráp ô tô lớn nhất thế giới do Hyundai Motor Company điều hành cùng nhà máy đóng tàu lớn nhất thế giới vận hành bởi tập đoàn công nghiệp nặng Hyundai và nhà máy lọc dầu lớn thứ ba thế giới thuộc sở hữu của SK Energy. Trong năm 2017, Ulsan có GDP bình quân đầu người là 65.093 USD, cao hơn so với bất kỳ khu vực nào khác trong lãnh thổ Hàn Quốc.

## Kinh tế

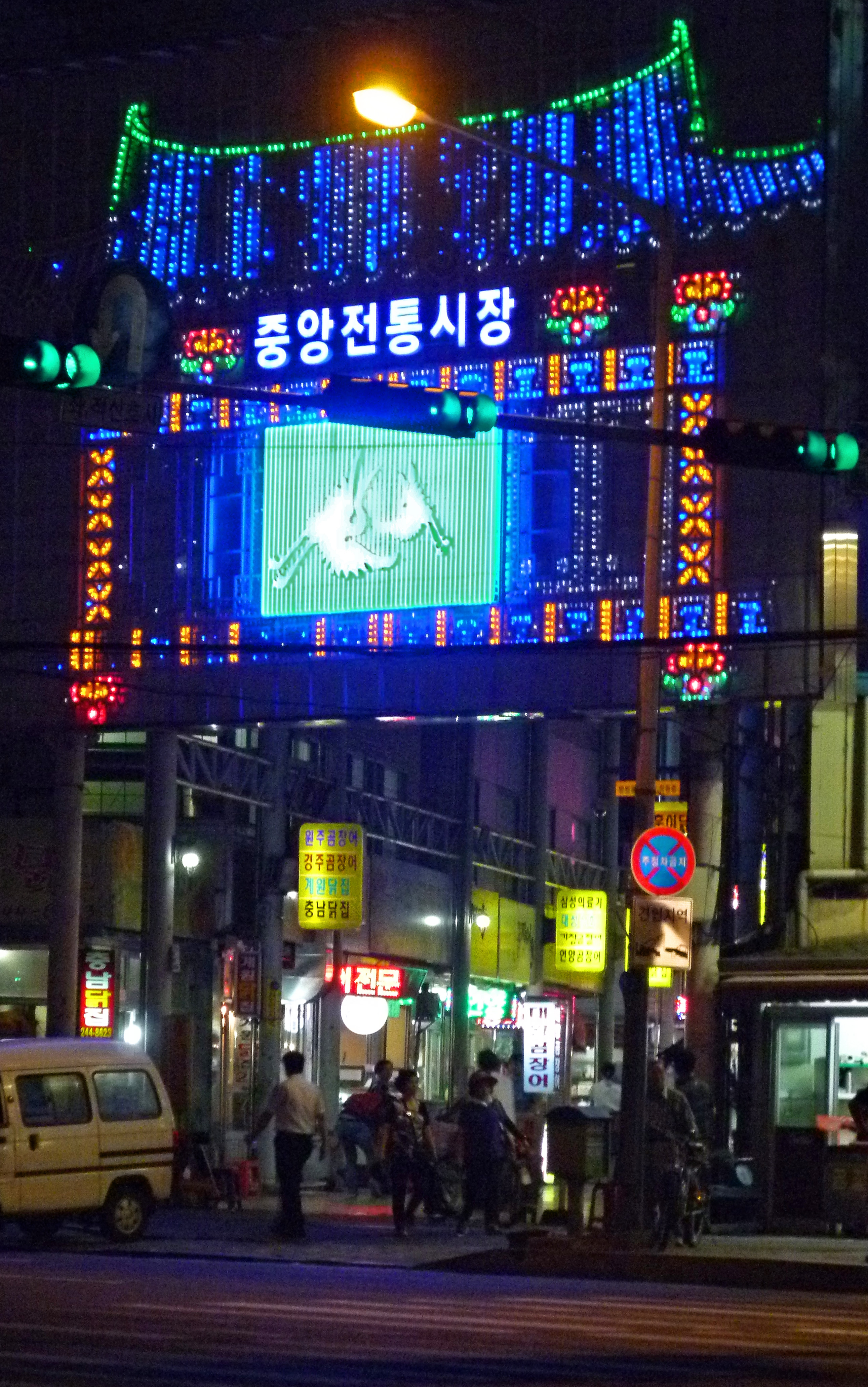
Khu chợ trung tâm Ulsan

Là trung tâm của Khu công nghiệp Ulsan, thành phố là cơ sở của tập đoàn đa quốc gia Hyundai. Đến năm 1962, Ulsan hoạt động như một cảng cá và trung tâm thị trường. Là một phần trong kế hoạch kinh tế 5 năm đầu tiên của Hàn Quốc, Ulsan đã trở thành một cảng mở. Ngoài ra, chính phủ khuyến khích phát triển các nhà máy và nhà máy công nghiệp lớn: một nhà máy lọc dầu, nhà máy phân bón, sản xuất ô tô và các ngành công nghiệp nặng đã được phát triển ở đây. Cảng đóng tàu Bangeojin đã được thành phố sáp nhập vào năm 1962.

### Đóng tàu
Thành phố có xưởng đóng tàu lớn nhất thế giới, do Hyundai Heavy Industries điều hành, và nhà máy lọc dầu lớn thứ hai thế giới, thuộc sở hữu của SK Energy.

### Sản xuất ô tô
Ulsan là trụ sở của nhà máy lắp ráp ô tô lớn nhất thế giới, được điều hành bởi công ty Ô tô Hyundai. Thiết kế tích hợp các chức năng liên quan của nó được lấy cảm hứng từ Ford River Rouge Complex ở Dearborn, Michigan.

### Sản xuất pin lithium-ion
Vào tháng 11 năm 2011, SB LiMotive mở một nhà máy sản xuất pin lithium-ion tiên tiến tại Ulsan. SB LiMotive là một tập đoàn 50-50 của Samsung SDI và Robert Bosch GmbH. Vào tháng 9 năm 2012, Samsung SDI đã mua phần Robert Bosch GmbH của SB LiMotive với giá 95 triệu đô la để sở hữu 100% quyền sở hữu của cơ sở sản xuất Ulsan. Nhà máy Ulsan là một trong ba bộ phận sản xuất pin xe tiên tiến của Samsung SDI.

## Giao thông
Sở giao thông thành phố có kế hoạch xây dựng một tuyến đường sắt nhẹ. Hệ thống giao thông công cộng cũng tốt như bất kỳ thành phố lớn khác của Hàn Quốc. Hệ thống xe buýt cho thấy một ETA cụ thể tại hầu hết các điểm dừng xe buýt.
Sân bay Ulsan, được xây dựng vào năm 1970 và được mở rộng vào năm 1997, có hơn 20 chuyến bay mỗi ngày đến / từ sân bay quốc tế Gimpo của Seoul và 4 chuyến bay mỗi tuần đến / từ sân bay quốc tế Jeju. Vào tháng 11 năm 2010, mạng lưới tàu cao tốc của Hàn Quốc, KTX, đã được mở rộng đến Ulsan. Điều này cung cấp một liên kết tốc độ cao đến Seoul, với thời gian chạy chỉ hơn 2 giờ. Trạm KTX mới (trạm Ulsan) nằm ở Eonyang gần đó, với một loạt xe buýt tốc hành (5001-5004), cũng như một số xe buýt thành phố phục vụ nhà ga mới. Trạm thành phố ban đầu đã được đổi tên thành Trạm sông Taehwa.

## Địa lý
Ulsan giáp mặt với biển Nhật Bản ở phía đông và nằm cách 70 km về phía bắc của thành phố lớn thứ nhì Hàn Quốc, Busan.

### Khí hậu
Ulsan có khí hậu cận nhiệt đới ẩm gió mùa (Köppen Cfa / Cwa), với mùa đông lạnh nhưng khô, và mùa hè nóng ẩm. Nhiệt độ hàng tháng dao động từ 2.0 °C (35.6 °F) vào tháng Giêng đến 25.9 °C (78.6 °F) vào tháng Tám, với phạm vi nhiệt độ dao động thường thấp. Vị trí của nó trên bán đảo Triều Tiên kết quả trong một độ trễ theo mùa. Những ngày ấm nhất xảy ra vào tháng Tám và trung bình rất gần 30 °C (86 °F). Lượng mưa là tương đối thấp trong những tháng mùa đông, nhưng có lượng mưa cao từ tháng Tư đến tháng Chín.
| Dữ liệu khí hậu của Ulsan (1981–2010, extremes 1931–nay)                     | Dữ liệu khí hậu của Ulsan (1981–2010, extremes 1931–nay) | Dữ liệu khí hậu của Ulsan (1981–2010, extremes 1931–nay) | Dữ liệu khí hậu của Ulsan (1981–2010, extremes 1931–nay) | Dữ liệu khí hậu của Ulsan (1981–2010, extremes 1931–nay) | Dữ liệu khí hậu của Ulsan (1981–2010, extremes 1931–nay) | Dữ liệu khí hậu của Ulsan (1981–2010, extremes 1931–nay) | Dữ liệu khí hậu của Ulsan (1981–2010, extremes 1931–nay) | Dữ liệu khí hậu của Ulsan (1981–2010, extremes 1931–nay) | Dữ liệu khí hậu của Ulsan (1981–2010, extremes 1931–nay) | Dữ liệu khí hậu của Ulsan (1981–2010, extremes 1931–nay) | Dữ liệu khí hậu của Ulsan (1981–2010, extremes 1931–nay) | Dữ liệu khí hậu của Ulsan (1981–2010, extremes 1931–nay) | Dữ liệu khí hậu của Ulsan (1981–2010, extremes 1931–nay) |
| Tháng                                                                        | 1                                                        | 2                                                        | 3                                                        | 4                                                        | 5                                                        | 6                                                        | 7                                                        | 8                                                        | 9                                                        | 10                                                       | 11                                                       | 12                                                       | Năm                                                      |
| ---------------------------------------------------------------------------- | -------------------------------------------------------- | -------------------------------------------------------- | -------------------------------------------------------- | -------------------------------------------------------- | -------------------------------------------------------- | -------------------------------------------------------- | -------------------------------------------------------- | -------------------------------------------------------- | -------------------------------------------------------- | -------------------------------------------------------- | -------------------------------------------------------- | -------------------------------------------------------- | -------------------------------------------------------- |
| Cao kỉ lục °C (°F)                                                           | 19.3 (66.7)                                              | 24.2 (75.6)                                              | 25.4 (77.7)                                              | 31.0 (87.8)                                              | 34.7 (94.5)                                              | 35.5 (95.9)                                              | 38.2 (100.8)                                             | 38.8 (101.8)                                             | 35.6 (96.1)                                              | 29.8 (85.6)                                              | 27.5 (81.5)                                              | 22.4 (72.3)                                              | 38.8 (101.8)                                             |
| Trung bình ngày tối đa °C (°F)                                               | 7.3 (45.1)                                               | 9.2 (48.6)                                               | 13.2 (55.8)                                              | 19.2 (66.6)                                              | 23.4 (74.1)                                              | 26.0 (78.8)                                              | 28.9 (84.0)                                              | 30.0 (86.0)                                              | 25.9 (78.6)                                              | 21.9 (71.4)                                              | 15.8 (60.4)                                              | 9.9 (49.8)                                               | 19.2 (66.6)                                              |
| Trung bình ngày °C (°F)                                                      | 2.0 (35.6)                                               | 3.9 (39.0)                                               | 7.9 (46.2)                                               | 13.5 (56.3)                                              | 17.9 (64.2)                                              | 21.4 (70.5)                                              | 25.0 (77.0)                                              | 25.9 (78.6)                                              | 21.5 (70.7)                                              | 16.2 (61.2)                                              | 9.9 (49.8)                                               | 4.3 (39.7)                                               | 14.1 (57.4)                                              |
| Tối thiểu trung bình ngày °C (°F)                                            | −2.3 (27.9)                                              | −0.7 (30.7)                                              | 3.2 (37.8)                                               | 8.2 (46.8)                                               | 12.8 (55.0)                                              | 17.3 (63.1)                                              | 21.8 (71.2)                                              | 22.7 (72.9)                                              | 17.9 (64.2)                                              | 11.5 (52.7)                                              | 5.1 (41.2)                                               | −0.3 (31.5)                                              | 9.8 (49.6)                                               |
| Thấp kỉ lục °C (°F)                                                          | −14.3 (6.3)                                              | −12.5 (9.5)                                              | −9.6 (14.7)                                              | −2.6 (27.3)                                              | 3.6 (38.5)                                               | 6.8 (44.2)                                               | 13.9 (57.0)                                              | 13.4 (56.1)                                              | 7.9 (46.2)                                               | 0.4 (32.7)                                               | −7.8 (18.0)                                              | −12.4 (9.7)                                              | −14.3 (6.3)                                              |
| Lượng Giáng thủy trung bình mm (inches)                                      | 34.3 (1.35)                                              | 42.6 (1.68)                                              | 65.8 (2.59)                                              | 91.1 (3.59)                                              | 108.1 (4.26)                                             | 176.8 (6.96)                                             | 232.3 (9.15)                                             | 240.3 (9.46)                                             | 168.2 (6.62)                                             | 53.5 (2.11)                                              | 41.1 (1.62)                                              | 23.0 (0.91)                                              | 1.277,1 (50.28)                                          |
| Số ngày giáng thủy trung bình (≥ 0.1 mm)                                     | 5.3                                                      | 6.3                                                      | 8.1                                                      | 8.4                                                      | 9.2                                                      | 10.0                                                     | 13.5                                                     | 12.1                                                     | 10.3                                                     | 5.7                                                      | 5.1                                                      | 3.9                                                      | 97.9                                                     |
| Số ngày tuyết rơi trung bình                                                 | 1.7                                                      | 2.1                                                      | 1.1                                                      | 0.0                                                      | 0.0                                                      | 0.0                                                      | 0.0                                                      | 0.0                                                      | 0.0                                                      | 0.0                                                      | 0.1                                                      | 1.1                                                      | 6.1                                                      |
| Độ ẩm tương đối trung bình (%)                                               | 49.6                                                     | 51.9                                                     | 57.6                                                     | 60.3                                                     | 66.1                                                     | 73.3                                                     | 78.9                                                     | 77.7                                                     | 75.7                                                     | 67.2                                                     | 59.9                                                     | 52.4                                                     | 64.2                                                     |
| Số giờ nắng trung bình tháng                                                 | 190.7                                                    | 176.4                                                    | 187.5                                                    | 207.2                                                    | 215.4                                                    | 172.7                                                    | 151.5                                                    | 167.3                                                    | 150.0                                                    | 193.7                                                    | 182.0                                                    | 194.6                                                    | 2.188,8                                                  |
| Phần trăm nắng có thể                                                        | 61.2                                                     | 57.4                                                     | 50.6                                                     | 52.8                                                     | 49.5                                                     | 39.6                                                     | 34.2                                                     | 40.0                                                     | 40.3                                                     | 55.3                                                     | 58.8                                                     | 64.0                                                     | 49.2                                                     |
| Nguồn: Korea Meteorological Administration (percent sunshine and snowy days) |                                                          |                                                          |                                                          |                                                          |                                                          |                                                          |                                                          |                                                          |                                                          |                                                          |                                                          |                                                          |                                                          |

## Thể thao
Thành phố có hai đội bóng là câu lạc bộ Ulsan Hyundai Horang-i chơi tại giải K-League và câu lạc bộ Ulsan Hyundai Mipo Dockyard chơi tại giải Quốc gia Hàn Quốc. Ulsan còn có trường Đại học Ulsan và các chương trình thể thao của nó. Ulsan cũng tổ chức đội bóng rổ Hàn Quốc Ulsan Hyundai Mobis Phoebus. Sân nhà của họ là Dongchun Gymnasium, nằm ở jung-gu ulsan.

## Thành phố kết nghĩa
- Hagi, Nhật Bản (từ 1968)
- Hoa Liên, Đài Loan (từ 1981)
- Portland, Oregon, Hoa Kỳ (từ 1987)
- Trường Xuân, Trung Quốc (từ 1994)
- Tomsk, Nga (từ 2003)
- İzmir, Thổ Nhĩ Kỳ (từ 2002)
- Santos, Brasil (từ 2002)
- Khánh Hòa, Việt Nam (từ 2002)